# آرتیوم پیلیپوسیان
آرتیوم پیلیپوسیان (ارمنی: Արտյոմ Փիլիպոսյան; روسی: Артём Филипосян؛ زادهٔ ۶ ژانویهٔ ۱۹۸۸) یک بازیکن فوتبال ارمنی‌تبار اهل ازبکستان است.

## باشگاهی
از باشگاه‌هایی که در آن بازی کرده‌است می‌توان به باشگاه فوتبال بنیادکار، و باشگاه فوتبال نسف قرشی، باشگاه فوتبال لیائونینگ، باشگاه فوتبال لوکوموتیو تاشکند، و باشگاه فوتبال بنیادکار اشاره کرد.

## تیم ملی
وی همچنین در تیم ملی فوتبال ازبکستان بازی کرده است.